# Кинцвиси
Кинцвиси (груз. ყინწვისი) — село в Грузии, на территории Карельского муниципалитета края (мхаре) Шида-Картли.
В 10 километрах от села расположен монастырь Кинцвиси, являющийся памятником культуры национального значения.

## География
Село находится в центральной части Грузии, на правом берегу реки Дзамы, на расстоянии приблизительно 7 километров (по прямой) к юго-западу от города Карели, административного центра муниципалитета. Абсолютная высота — 781 метр над уровнем моря.

## Население
По результатам официальной переписи населения 2014 года в Кинцвиси проживало 205 человек (100 мужчин и 105 женщин). В национальной структуре населения грузины составляли 65,9 %, осетины — 33,7 %, армяне — 0,4 %.
| Год  | Население, человек |
| ---- | ------------------ |
| 2002 | 219                |
| 2014 | ↘ 205              |